# Listă de personalități din orașul Constanța
Aceasta este o listă alfabetică a personalităților născute în municipiul Constanța:

## A
- Kázím Abdulakim (d. 1917), ofițer tătar al Armatei Române;
- Selim Abdulakim (1886 – 1943), primul avocat tătar din România, politician, membru în Parlamentul României;
- Șahip Bolat Abdurrahim (1893 – 1978), lider spiritual al tătarilor crimeeni, imam, Muftiul comunității musulmane din Constanța;
- Vlad Achim (n. 1989), fotbalist;
- Arșavir Acterian (1907 - 1997), avocat, jurnalist, scriitor armean;
- Haig Acterian (1904 - 1943), scriitor, regizor, fratele lui Arșavir Acterian;
- Jeni Acterian (1916 - 1958), regizoare, sora lui Arșavir și Haig Acterian;
- Simona Amânar (n. 1979), gimnastă, multiplă campioană olimpică și mondială, cetățean de onoare al Constanței;
- Michael Andrei (n. 1985), voleibalist german;
- Constantin Antonescu (1923 – 2008), sportiv la tir;
- Adrian Apostol (n. 1990), jucător de rugby;

## B
- Marius Bațu (n. 1959), interpret de muzică folk;
- Andrei Bănică (n. 1977), canotor;

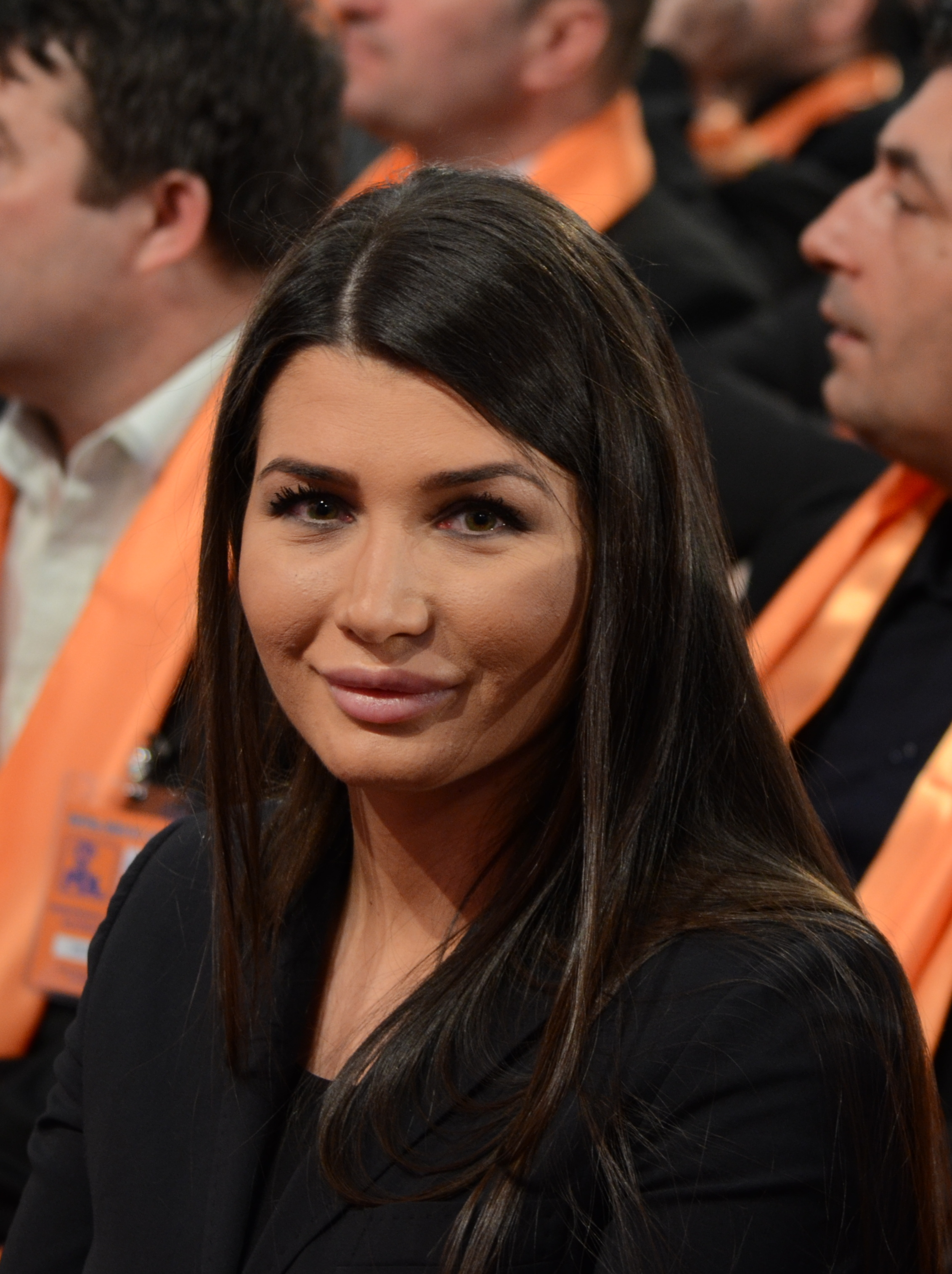
Elena Băsescu

- Elena Băsescu (n. 1980), fotomodel, europarlamentar, fiica lui Traian Băsescu;
- Ioana Băsescu (n. 1977), notar, fiica lui Traian Băsescu;
- Mircea Bedivan (n. 1957), handbalist;
- Anca Boagiu (n. 1968), politiciană;
- T. O. Bobe (n. 1969), scriitor;
- Ovidiu Bogza (1898 - 1986), scriitor, fratele lui Geo Bogza;
- Gabi Adrian Boitan (n. 1999), tenismen;
- Stelian Bujduveanu (n. 1989), politician;
- Cristina Bujin (n. 1988), atletă.

## C
- Iancu Caracota (n. 1953), politician;
- Ionuț Caragea (n. 1975), scriitor;
- Carmen Cartaș (n. 1985), handbalistă;
- Bogdan Căuș (1920 - 2000), poet, jurnalist;
- Constantin Chirilă (n. 1961), om politic;
- Mihai Ciolacu (n. 1977), rugbist;
- Ion Coja (n. 1942), scriitor, lingvist, militant naționalist;
- Gabriel Decebal Cojoc (n. 1968), artist plastic;
- Laurențiu Constantin (n. 1963), rugbist;
- Oana Corina Constantin (n. 1991), gimnastă;
- Marcela Cordescu (1913 - 1984), artist plastic, ilustratoare de cărți;
- George Cosac (n. 1968), tenismen;
- Dănuț Culețu (n. 1955), economist, om politic.

## D
- Constantin Drăgănescu (1936 – 2020), actor;
- Diana Dumitrescu (n. 1983), actor
- George Dorobanțu (n. 1974), regizor, scenarist;
- Nicoleta-Ramona Dinu (n. 1975), politiciană;
- Matei Dima (n. 1987), vlogger, actor, regizor;
- Geo Dobre (n. 1954), actor.

## E
- Ion Eremia (1913 - 2004), general, oponent al regimului comunist.

## F
- Elias Ferkin (n. 1975), actor;
- Andrei Filimon (n. 1977), jucător de tenis de masă;
- Răzvan Florea (n. 1980), înotător;

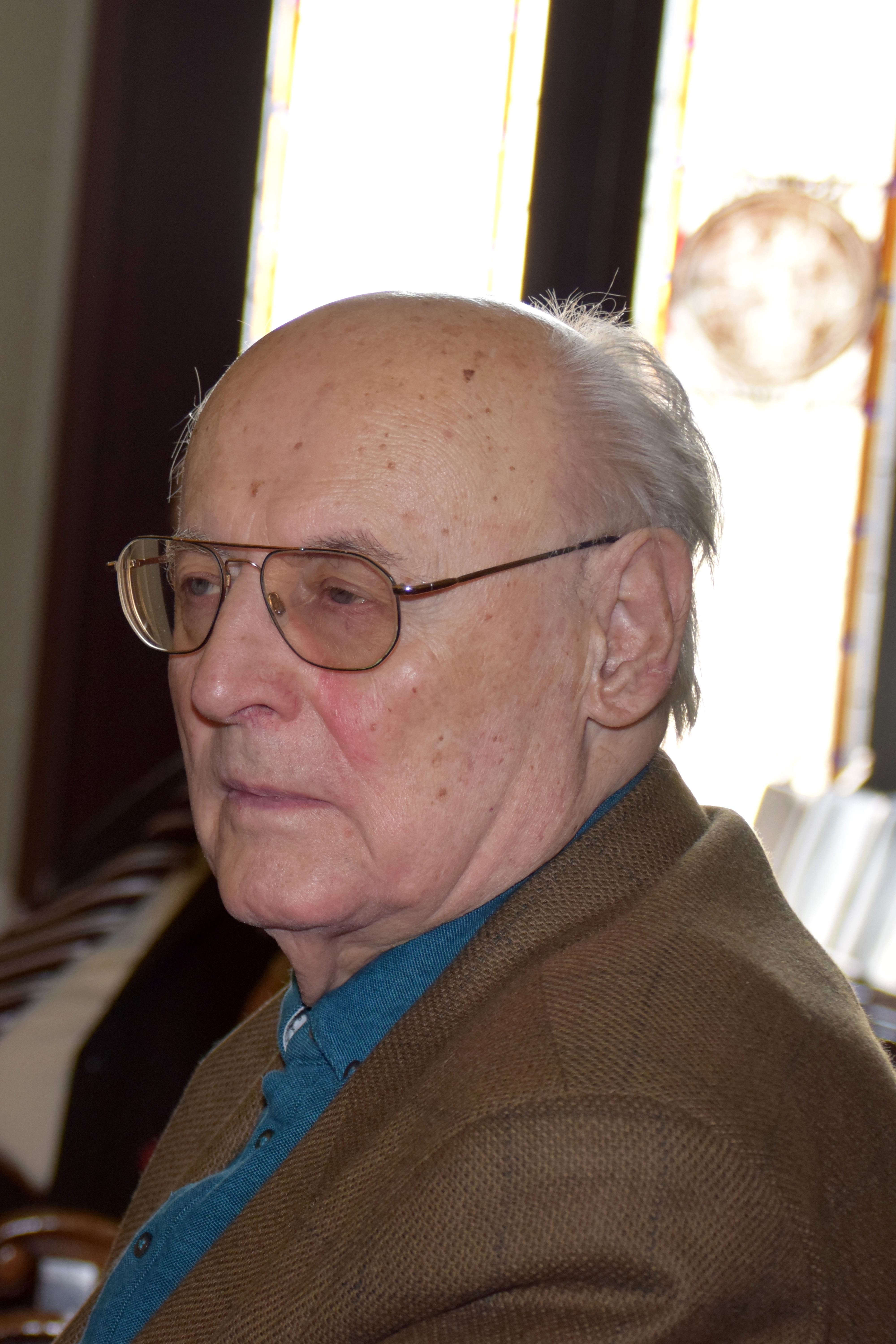
Petre T. Frangopol

- Petre T. Frangopol (1933 - 2020), inginer chimist, membru de onoare al Academiei Române;
- Aram Frenkian (1898 - 1964), filolog, filozof, membru post-mortem al Academiei Române.

## G
- Nicolae Georgescu-Roegen (1906 - 1994), matematician, economist, întemeietor al bioeconomiei;
- Laura Glavan (n. 1990), actriță;
- Constantin Grameni (n. 2002), fotbalist;
- Andreea Grămoșteanu (n. 1978), actriță.

## H

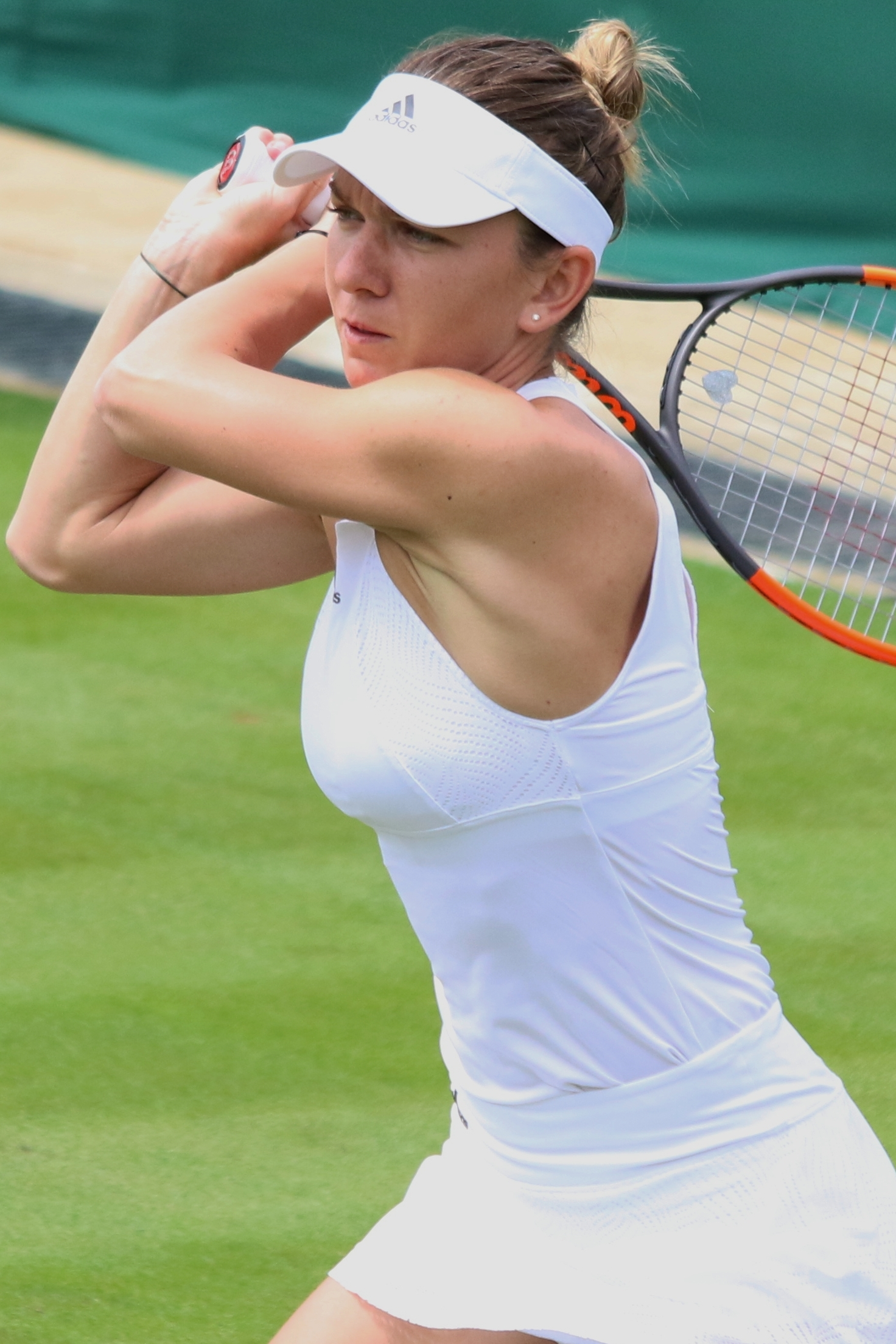
Simona Halep

- Simona HalepTheodor Halacu-Nicon (n. 1970), artist plastic, regizor;

- Simona Halep (n. 1991), jucătoare de tenis, multiplă campioană mondială;
- Kadír Halil, lider spiritual al tătarilor din România, imam;
- Maria Holbură (n. 2000), gimnastă română.

## I
- Claudiu Eugen Ionescu (n. 1959), handbalist;
- Jean Ionescu (1928 - 1994), actor;
- Costi Ioniță (n. 1978), cântăreț de manele, compozitor;
- Simona Iovănescu (n. 1967), handbalistă.

## L
- Andreea Lipară (n. 1990), handbalistă.

## M
- Horia Maicu (1905 - 1975), arhitect;
- Ștefan Mangoianu (1922 - 1979), compozitor;
- Maximilian Manolescu (1902 - 1985), aviator;
- Daniela Mărănducă (n. 1976), gimnastă;

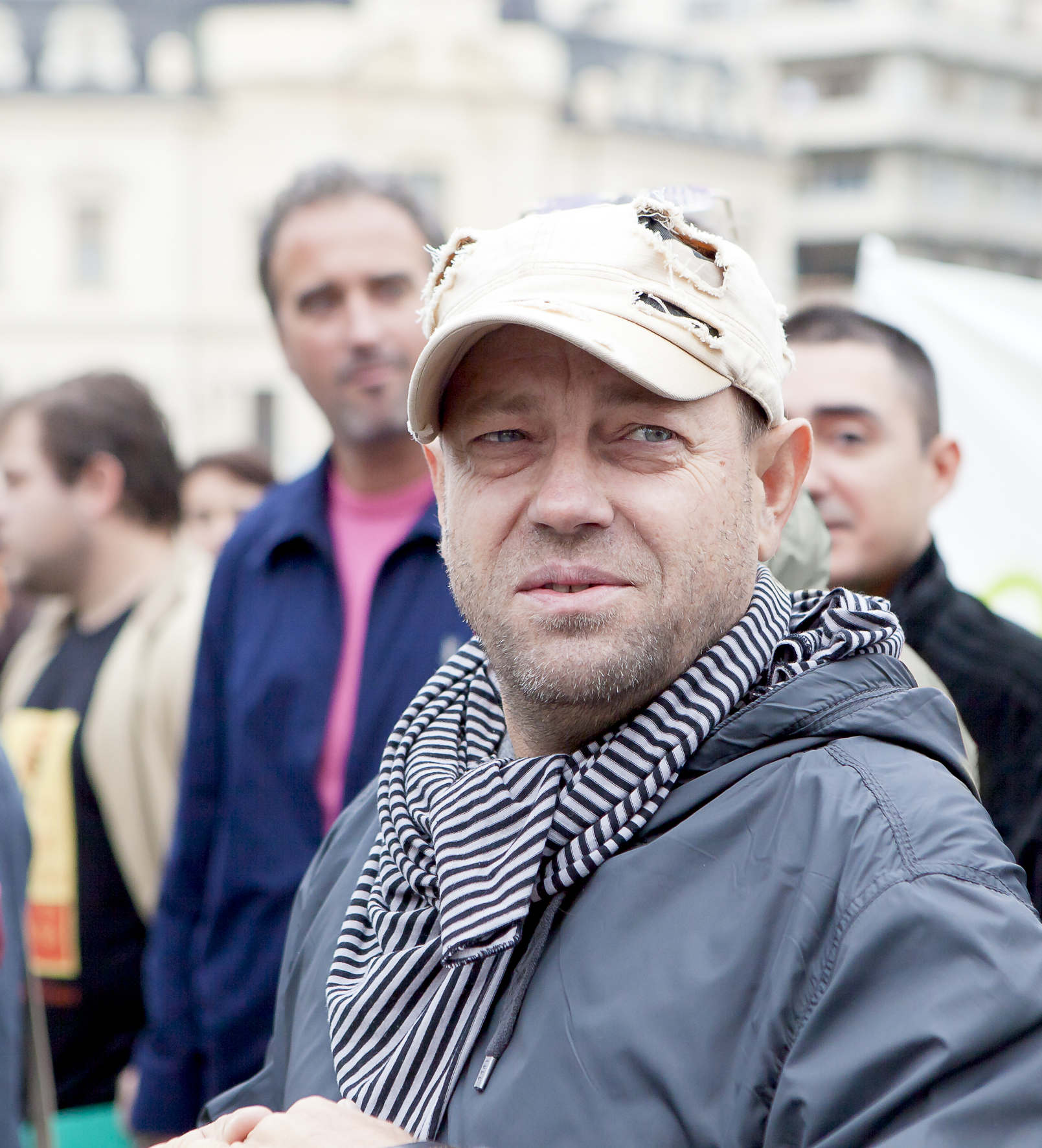
Liviu Mihaiu

- Liviu Mihaiu (n. 1963), jurnalist;
- Ionel Mihăilescu (n. 1959), actor;
- Gili Mocanu (n. 1971), poet, artist plastic;
- Nicolae Moga (n. 1952), politician;
- Vasile Moldoveanu (n. 1935), tenor;
- Monoir (Cristian Nicolae Tarcea) (n. 1993), cantautor, producător muzical;
- Gabriel Moraru (n. 1982), jucător de tenis.

## N
- Iuliana Nucu (n. 1980), voleibalistă.

## O
- Florentina Olar-Spânu (n. 1985), fotbalistă;
- Gabriel Oseciuc (n. 1950), actor.

## P
- Lascăr Pană (1934 - 2017), antrenor de handbal;
- Gabriel Pantelimon (n. 1968), scrimer, om de afaceri;
- Andrei Pavel (n. 1974), jucător și antrenor de tenis;
- Elena Pavel (n. 1984), fotbalistă;
- George Pădure (n. 1954), om politic, om de afaceri;
- Dana Păpăruz (n. 1976), artist plastic, creatoare de costume;
- Mihaela Pârâianu (n. 1976), handbalistă;
- Alexandru Pesamosca (1930 - 2011), chirurg pediatru, supranumit „îngerul copiilor”;
- Victoria Petreanu (n. 2003), canotoare;

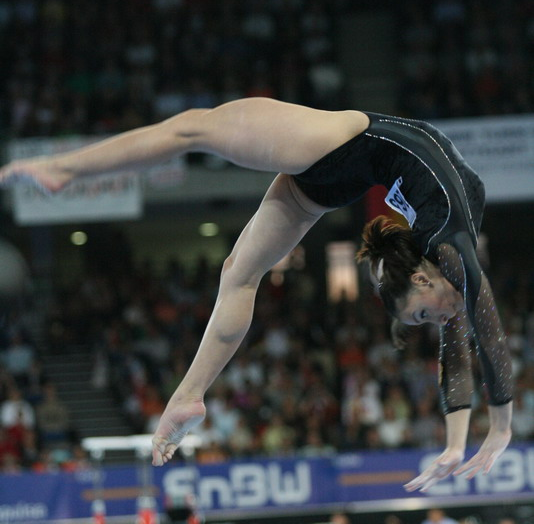
Cătălina Ponor

- Cătălina Ponor (n. 1987), gimnastă, multiplă campioană olimpică și mondială;

## S
- Alexandra Stan (n. 1989), cântăreață;
- Mihai Adrian Spectru (n. 1993)  compozitor,Producător muzical, cântăreț;
- Sebastian Stan (n. 1982), actor american;
- Ionela Stanca (n. 1981), handbalistă;
- Marius Stavrositu (n. 1980), handbalist;
- Dan Stoenescu (n. 1980), diplomat;
- Sabin Strătilă (n. 1995), jucător de rugby;
- Anca Surdu (n. 1991), gimnastă;
- Daniela Sofronie (n. 1988), gimnastă.

## T
- Harry Tavitian (n. 1952), pianist de jazz, cetățean de onoare a orașului;
- Constantin Tutunaru (n. 1946), politician.

## V
- Liviu Vârciu (n. 1981), actor, cântăreț
- Natalia Varlei (n. 1947), actriță rusă;
- Șefket Musa Velulla (1905 - 1960), imam, activist pentru cauza tătarilor;
- Vasile Vlad (n. 1941), poet;
- Sabrina Voinea (n. 2007), gimnastă.

## Z
- Dorel Zaharia (n. 1978), fotbalist;
- Krikor H. Zambaccian (1889 - 1962), colecționar și critic de artă armean.

## Alte persoane legate de municipiul Constanța
- Jean Constantin (1928 - 2010), actor de comedie, cetățean de onoare al Constanței;
- Oleg Danovski (1917 - 1996), coregraf de talie mondială, cetățean de onoare al orașului;
- Gheorghe Hagi (n. 1965), fotbalist, antrenor, cetățean de onoare al Constanței;
- Horia Agarici (1911 - 1982), maior aviator al Forțelor Aeriene Române, unul din aviatorii de elită al celui de-al Doilea Război Mondial al Armatei Române;
- Ion Bănescu (1851 - 1909), politician, profesor, avocat, primar al Constanței; i se datorează înființarea în 1878 a Muzeului de Istorie Națională și Arheologie;
- Corneliu Neagoe (n. 1943), medic, fost primar al Constanței;
- Selim Abdulakim (1886 - 1943), primul avocat tătar din România;
- Ahmet Nurmambet (1893 - 1953), ofițer de etnie tătari;
- Scarlat Vârnav (1851 - 1919), inginer, om politic.

### Lideri spirituali aitătarilor
- Bekir Arif, Seid Ahmet Bekir, Hafuz Rifat Abdul Ğelil, Hússein Ali Avmi, Mehmet Alí, Kadír Halil, Ibram Kadír Múeddin,  Kurt-Amet Mustafa, Resul Nuriy, Mitat Rifat, Reșit Seit-Velí, Septar Mehmet Yakub, Sadîk Bolat Septar, Hağí Mustafa Șerif.